# Afronaumannia
Afronaumannia es un género de escarabajos  de la familia Chrysomelidae. En 2005 Steiner & Wagner describió el género. Contiene las siguientes especies:
- Afronaumannia irenae Steiner & Wagner, 2005
- Afronaumannia josephinae Steiner & Wagner, 2005
- Afronaumannia pallida Steiner & Wagner, 2005
- Afronaumannia rubra Steiner & Wagner, 2005